# Polizeiausbildung in Österreich
Die Polizeiausbildung in Österreich umfasst die Grund- und Weiterbildung der Organe des öffentlichen Sicherheitsdienstes. Dazu gehören die Exekutivbediensteten des Wachkörpers Bundespolizei und der Gemeindewachkörper sowie die Angehörigen des Allgemeinen Verwaltungsdienstes, zu denen auch die Bediensteten Rechtskundigen Dienstes bei den Sicherheitsbehörden gehören (Polizeijuristen).

## Ausbildungseinrichtungen

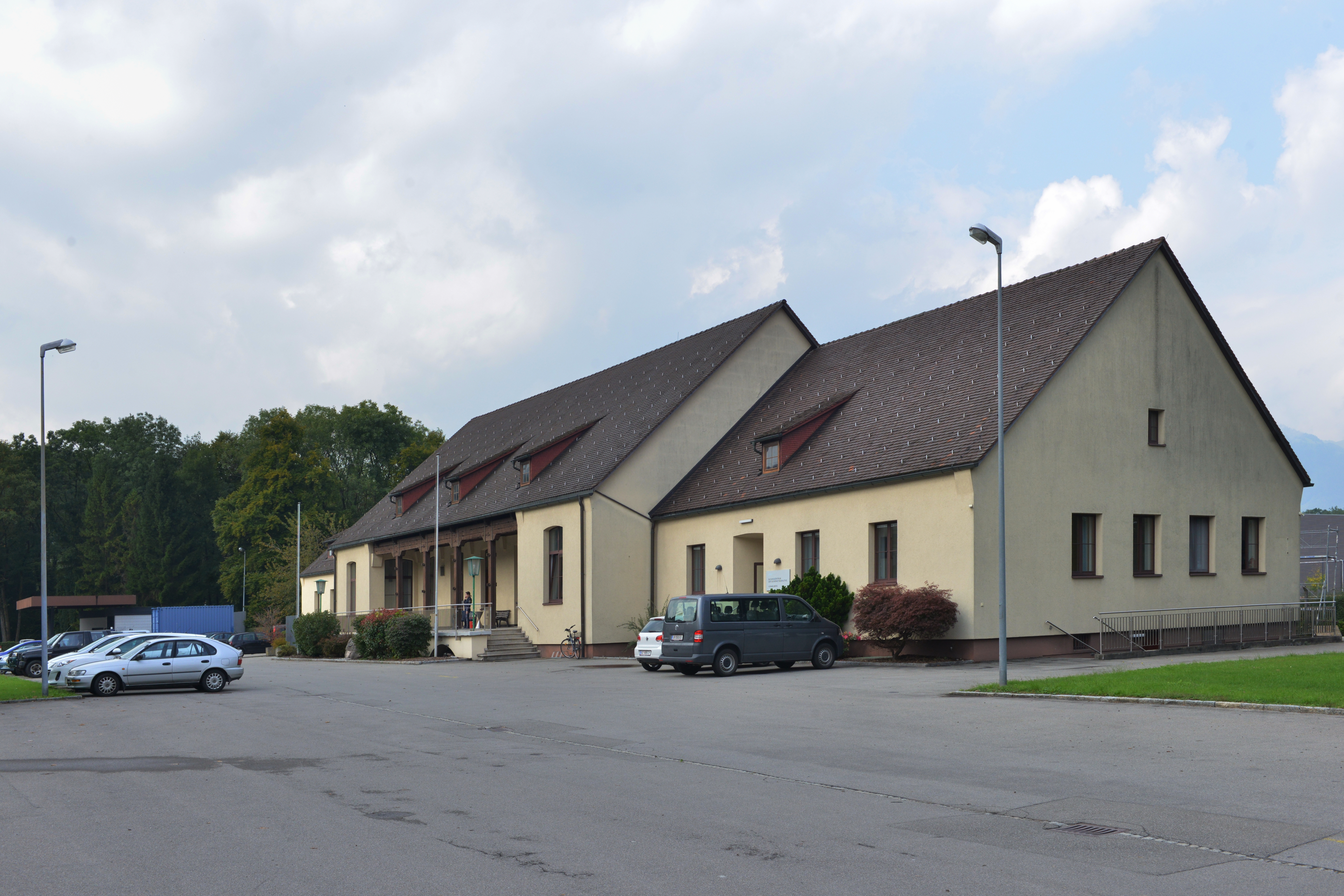
BZS Feldkirch
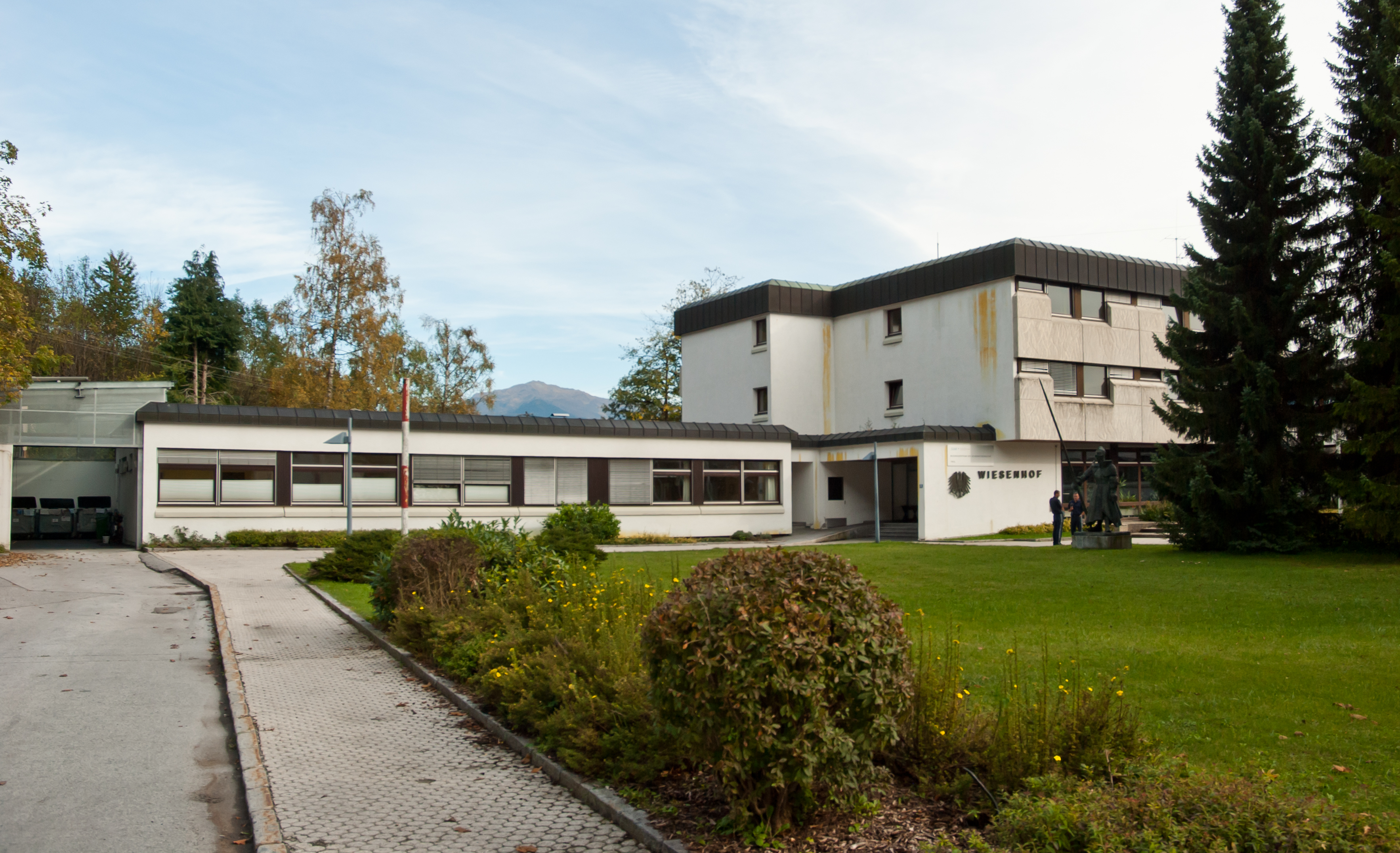
BZS Absam
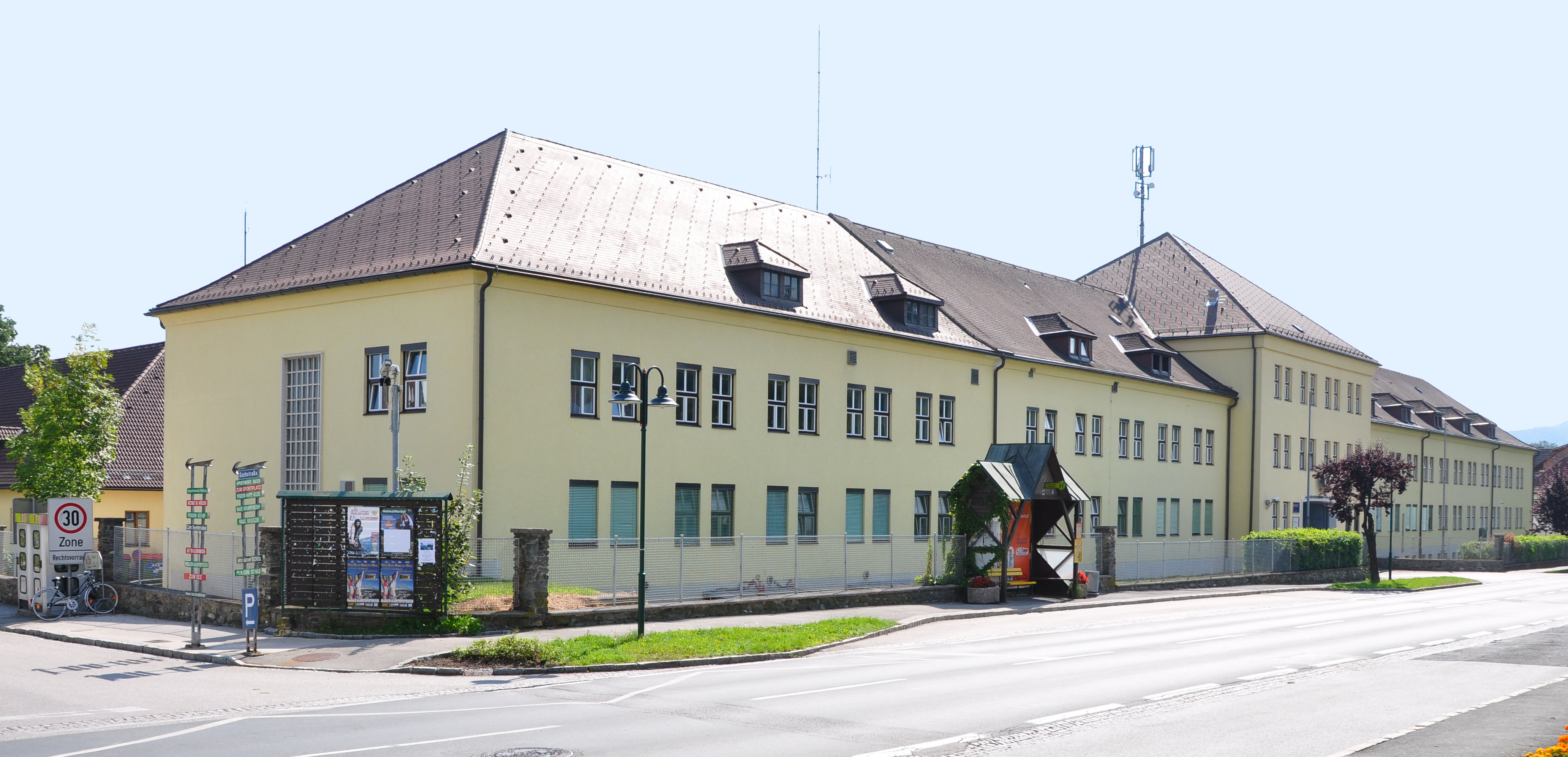
BZS Krumpendorf am Wörthersee
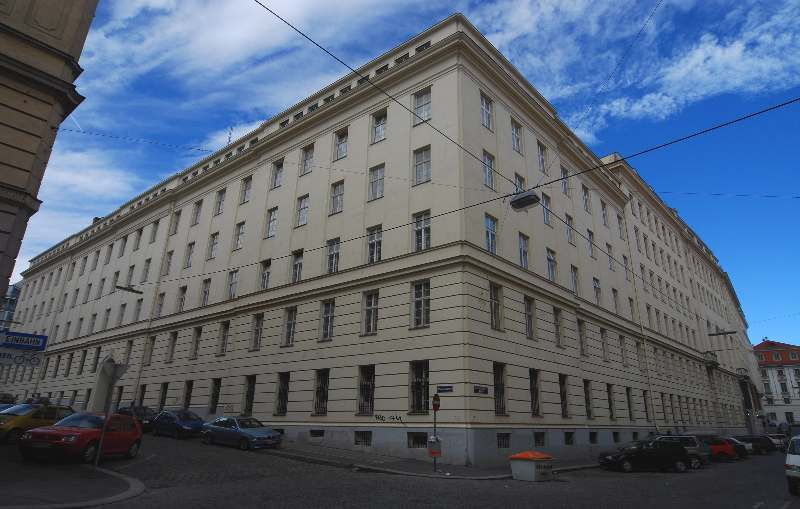
BZS Wien in der Marokkanerkaserne

Mit der Ausbildung betraut ist die Sicherheitsakademie (.SIAK), eine Dienststelle des Bundesministeriums für Inneres. Die Ausbildung selbst erfolgt in einem der zwölf Bildungszentren der Sicherheitsexekutive (BZS), welche in fachlicher Hinsicht dem Direktor der .SIAK unterstehen, jedoch von einem leitenden Exekutivbediensteten geführt werden. Diese sind
- das BZS Absam
- das BZS Eisenstadt
- das BZS Feldkirch
- das BZS Graz
- das BZS Salzburg
- das BZS Krumpendorf am Wörthersee
- das BZS Linz
- das BZS St. Pölten
- das BZS Traiskirchen
- das BZS Wels
- das BZS Wien
- das BZS Ybbs an der Donau

Das BZS Traiskirchen fungierte bis 31. August 2016 als Dienstbehörde I. Instanz für alle Bildungszentren. Die Ausbildung erfolgt nach einem bundesweit einheitlichem Lehrplan unter Berücksichtigung bundeslandspezifischer Gesetzgebungen. Solche bundeslandspezifischen Schwerpunkte stellen unter anderem Landesgesetze dar, mit deren Vollziehung die zukünftigen Organe des öffentlichen Sicherheitsdienstes betraut wurden. Im Herbst 2016 begannen die Adaptierungsarbeiten an einem bestehenden Gebäude in St. Pölten, um dort das dritte Bildungszentrum auf niederösterreichischem Boden zu installieren, welches im Herbst 2017 seinen Betrieb aufnahm. Im Frühjahr 2019 soll auch der Unterricht im neuen Bildungszentrum Wels aufgenommen werden. Tatsächlich starteten die ersten Lehrgänge jedoch erst im September 2019. Im März 2020 soll auch der Unterricht im neuen Bildungszentrum Salzburg aufgenommen werden. Am 4. März 2020 wurde der Unterricht im neuen Bildungszentrum Salzburg aufgenommen.

## Ausbildung von Exekutivbediensteten

### Einstufung der Polizeigrundausbildung
Es existiert kein gesetzlich definiertes Berufsbild für Exekutivbedienstete im Polizeidienst, ebenso kein anerkannter Berufsabschluss. Die Polizeiausbildung ist im Rahmen der Systematik des öffentlichen Bildungswesens nicht aufzufinden, diese wird ohne Anrechnungen im tertiären Bildungsbereich „5B“ behandelt, hat jedoch alle Voraussetzungen für eine Einstufung als ISCED 5B (= nicht-akademische Tertiärausbildung von zumindest zwei Jahren) im Rahmen von ISCED97. Die Dauer von 24 Monaten sowie die Transparenz der Lehrinhalte und Qualitätssicherungsmaßnahmen der Qualifikation der Lehrenden (Absolvierung eines Lehrgangs universitären Charakters) sprechen hierfür.

### Berufsbeschreibung
Beschreibt man die Tätigkeit eines Exekutivbediensteten, ergibt sich allgemein folgendes Bild: Ein Polizeibeamter muss zu jeder Tages- und Nachtzeit bereit und in der Lage sein, die vielseitigen Aufgaben für die Allgemeinheit gewissenhaft und genauestens zu erfüllen. Er ist für die Sorgen und Nöte Hilfesuchender Ansprechpartner und Helfer. Die Aufgabenpalette reicht dabei von Hilfeleistung, Gefahrenerforschung und Gefahrenabwehr über Fahndungs-, Ermittlungs- und Überwachungsdienste bis hin zu Informations- und Beratungstätigkeiten. Oft in Sekundenschnelle muss eine gefährliche, sensible Situation erfasst, eine Entscheidung getroffen und trotzdem besonnen, unparteiisch, höflich und zuvorkommend gehandelt werden.
Lückenlos hat der Bedienstete die Tätigkeiten und anfallenden Fälle zu dokumentieren und über das Ergebnis der Erhebungen und Vorfälle Anzeigen, Berichte und Skizzen zu verfassen und an die Gerichte und verschiedenen Behörden weiterzuleiten. Das kann zu langwierigen und Ausdauer erfordernden Erhebungen ebenso führen wie zu längeren Arbeitszeiten im Bürodienst auf den Dienststellen.
Polizeibeamte sollen daher eine gut entwickelte Persönlichkeit, korrektes und gepflegtes Auftreten sowie Verantwortungsbewusstsein haben. Als weitere Voraussetzungen gelten Eigeninitiative ebenso wie eine gute Ausdrucksfähigkeit in Wort und Schrift, geistige Beweglichkeit, logisches Denken und psychische Belastbarkeit. Von einem Polizeibediensteten wird außerdem erwartet, dass er sportlich trainiert und ausdauernd ist. All diese Voraussetzungen werden daher bei Bewerbern für die Ausbildung zum Polizeibeamten genau überprüft.

### Aufnahmevoraussetzungen
Die Aufnahme in den Polizeidienst steht Männern und Frauen gleichermaßen offen. Um die polizeiliche Grundausbildung für die Aufnahme in den Wachkörper Bundespolizei beginnen zu können, sind Grundvoraussetzungen zu erfüllen, von denen einige gesetzlich vorgegeben sind, andere jedoch vom Dienstgeber jederzeit geändert werden können.

#### Gesetzliche Voraussetzungen
Die gesetzlichen Voraussetzungen gemäß Beamten-Dienstrechtsgesetz sind
- Die österreichische Staatsbürgerschaft – Im Gegensatz zum Beispiel zu Deutschland genügt hier nicht lediglich eine EU-Bürgerschaft.
- Die volle Handlungsfähigkeit – Die einzig erlaubte Einschränkung der Handlungsfähigkeit ist das noch nicht erreichte Mindestalter von 18 Jahren zum Bewerbungszeitpunkt.
- Die persönliche, fachliche und geistige Eignung für die Erfüllung der Aufgaben, die mit der vorgesehenen Verwendung verbunden sind – Dazu gehören ein einwandfreier Leumund also keine gerichtlichen Vorstrafen, aber auch keine schwerwiegenden Verwaltungsübertretungen wie Delikte im Zusammenhang mit Alkohol, Fahrerflucht usw., sowie die körperliche Eignung. Dies bedeutet, organisch und funktionell gesund zu sein, Normalgewicht aufzuweisen, eine einwandfreie Sehleistung, normalen Farbsinn sowie eine einwandfreie Hörleistung und ein tadelloses (saniertes) Gebiss vorweisen zu können. Bei der Einschätzung des Körpergewichts wird zur Bewertung der Body-Mass-Index (BMI) herangezogen, der im Bereich von 18 bis 28 liegen muss.
- Ein Mindestalter von 18 Jahren beim Eintritt in den Exekutivdienst – Das bisherige Höchstalter von 30 Jahren wurde per 1. Jänner 2012 abgeschafft.
- Die Lenkberechtigung der Klasse B, die ohne Auflagen, die eine fahrzeugbezogene Anpassung für diese Klasse vorsehen würden, erteilt wurde (§4 Abs. 1 Führerscheingesetz-Gesundheitsverordnung).
- Bei Wehrpflichtigen der vollständig abgeschlossene Präsenzdienst sowie bei Zivildienstpflichtigen der vollständig abgeleistete Zivildienst.
- Die erfolgreiche Ablegung der Aufnahmsprüfung.

Die bis Ende 2011 notwendige Mindestgröße von 168 cm für Männer und 163 cm für Frauen wurde gestrichen. Da ein Bewerber bei Eintritt in den Polizeidienst den Führerschein der Klasse B besitzen muss, hat dieser, unabhängig vom Geschlecht, die in § 4 Führerscheingesetz-Gesundheitsverordnung vorgeschriebene Mindestgröße von 155 cm aufzuweisen.
Nicht sichtbare, durch die Uniform (Langarmhemd) abgedeckte Tätowierungen sowie Permanent Make Up sind erlaubt, sofern sie
- nicht auf die Zugehörigkeit zu einer verfassungsgefährdenden Gruppe schließen lässt.
- nicht das Vertrauen der Allgemeinheit in die sachliche Wahrnehmung der angestrebten dienstlichen Aufgaben erschüttern.

#### Sonstige Voraussetzungen
Jeder Bewerber, der die Voraussetzungen für die Aufnahme in den Exekutivdienst erfüllt, hat die Möglichkeit, sich bei der zuständigen Landespolizeidirektion ausschließlich über die Jobbörse der Republik Österreich zu bewerben. Die Bewerbung ist jedoch nur dann gültig, wenn sie innerhalb der jeweiligen Ausschreibungsfrist erfolgt. Der Bewerbung sind anzuschließen:
- Kopie des Reisepasses oder Staatsbürgerschaftsnachweises
- Kopie der Lenkberechtigung der Klasse B (Vorder- und Rückseite)
- Kopie der Bestätigung des abgeleisteten Präsenz- oder Zivildienstes
- Bei Untauglichkeit das Statusblatt des österreichischen Bundesheeres, in dem der Grund der Untauglichkeit angeführt ist

- Freistellungsbescheid des österreichischen Bundesheeres bei Personen, die den Präsenzdienst bereits im Ausland absolviert haben oder aufgrund des Alters in Österreich nicht mehr einberufen werden
- Nachweis des Österreichischen Schwimmerabzeichens der Qualifikationsstufe „Fahrtenschwimmer“ oder höher
- Sicherheitserklärung
- Polizeiärztlichen Fragebogen
- Fotos von etwaigen Tätowierungen
- Ärztliche Freigabe für einen Sporttest
- Röntgenbefund Lunge (nicht älter als drei Monate bei Einreichung der Bewerbung)
- Augenärztlichen Befund (nur bei Sehschwäche, Rot-Grün-Farbsinnschwäche oder nach einer Augen-Operation) ◦ bei Augenlaseroperation (Bewerbung frühestens 6 Monaten nach der OP)
- Laborbefunde mit folgenden Werten (nicht älter als drei Monate bei Einreichung der Bewerbung):
- Senkung, Kreatinin, GGT, GPT, GOT, Cholesterin (HDL, LDL), Triglyzeride, Harnsäure, Blutzucker, KBB + Diff, HIV Test, Hepatitis B, Hepatitis C, Harnbefund (Zucker, Eiweiß, Blut)

Keine Voraussetzung ist es, vor der Polizeiausbildung einen Beruf erlernt oder die Matura abgelegt zu haben. Selbst das Vorhandensein eines Hauptschulabschlusses ist nicht zwingend vorgeschrieben. In der Praxis kommen jedoch Bewerber ohne vorherige berufliche oder schulische Qualifikation nicht zum Zug.

### Ablauf des Auswahlverfahrens
Nach Einreichen der Bewerbung und Erfüllen aller Bewerbungsvoraussetzungen werden die Bewerber von der jeweiligen Landespolizeidirektion eingeladen, um das Auswahlverfahren zu absolvieren. Dieses besteht aus drei Testtagen. Im Rahmen des ersten Testtages (psychologische Eignungsdiagnostik) werden Punkte erreicht. Hierbei erreichte Punkte werden für eine Besten-Reihung herangezogen. Nach der Besten-Reihung werden die Bewerbenden bedarfsorientiert für die weiteren Testtage eingeladen.
Tag 1
- Psychologische Eignungsdiagnostik - Diese umfasst unterschiedliche Aufgabengruppen wie bspw. einen Rechtschreib- und Grammatiktest, kognitive Fähigkeitstests sowie ein Persönlichkeitsverfahren. Nach einer genauen Erklärung am Computer und vorangehender Übungsbeispiele bearbeitet man die unterschiedlichen Aufgabengruppen. Man bekommt nach jeder Aufgabengruppe am Computer eine automatisierte Rückmeldung, ob man die Mindestkriterien erreicht hat. Wenn man die Mindestkriterien erreicht hat, bearbeitet man jeweils die nächste Aufgabengruppe der psychologischen Eignungsdiagnostik. Bei nicht erreichen eines der Mindestkriterien ist das Auswahlverfahren für den Bewerber beendet und man kann sich nach Ablauf der Jahresfrist des Ergebnisses erneut um Absolvierung des Auswahlverfahrens ansuchen.
- Klinisch psychiatrisches Testverfahren - Dieses dient unter anderem dazu, Persönlichkeitsmerkmale und Risikoverhalten abzubilden. Sollten im Rahmen des klinisch-psychiatrischen Screenings Auffälligkeiten festgestellt werden, so wird man von der zuständigen Fachabteilung in Kenntnis gesetzt, ein Gutachten eines Facharztes für Psychiatrie und Neurologie oder eines klinischen Psychologen beizubringen. Erst dann, wenn die klinisch-psychiatrische Auffälligkeit per Gutachten widerlegt wurde, in weiterer Folge dieses Gutachten vom Polizeiarzt einer Sichtung und Beurteilung unterzogen wird, kann der Bewerber das Verfahren fortsetzen. Eine Auffälligkeit bleibt im klinisch-psychiatrischen Verfahren so lange als medizinischer Ausschließungsgrund aufrecht, bis man das erforderliche Gutachten vorgebracht hat, dass die Auffälligkeit widerlegt.

Tag 2
- Sporttest - Der sportmotorische Test besteht aus folgenden, in dieser Reihenfolge durchzuführenden Disziplinen:
  1. Medizinischer Bewegungskoordinationstest (MBKT) mit Rettungssimulation (Ablauf des Tests[6])
    - Qualifikation
      - Frauen: unter 46,3 s MBKT + maximal 40 s Rettungssimulation
      - Männer: unter 44,5 s MBKT + maximal 30 s Rettungssimulation

  2. Liegestütze
    - Qualifikation
      - Frauen: 9 Stück
      - Männer: 21 Stück

  3. 3.000-Meter-Lauf
    - Qualifikation
      - Frauen: unter 17:45 min
      - Männer: unter 15:15 min

Tag 3
- Ärztliche Untersuchung - Folgende medizinische Untersuchungen werden durchgeführt: Harnabgabe, Seh- und Hörtest, Größen- und Gewichtsmessung, EKG, Spirometrie und Fahrradergometrie sowie die abschließende klinische Untersuchung.
- Eignungsinterview - Das Aufnahmegespräch wird anhand eines Gesprächsleitfadens entweder vor oder nach der ärztlichen Untersuchung durchgeführt. Das Aufnahmegespräch wird seitens der Dienstbehörde von zwei Bediensteten geführt. Hier ist ein Zeitrahmen von ca. 45 Minuten vorgesehen.[7]

### Grundausbildung

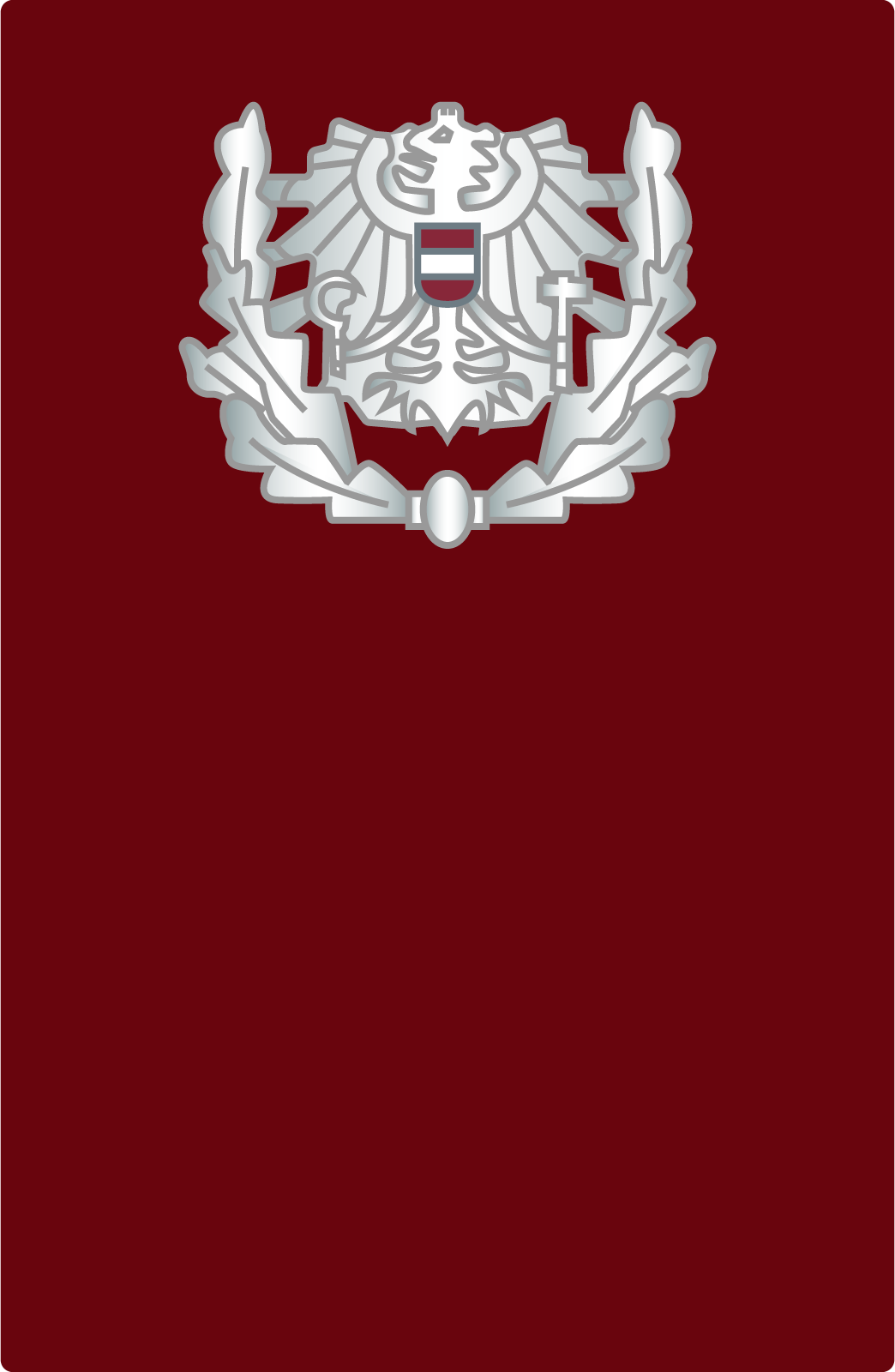
Schulterdienstgradabzeichen eines Polizeischülers

Das Dienstverhältnis erfolgt zunächst auf Dienstvertragsbasis und ist auf 24 Monate (Dauer der Grundausbildung) befristet; dieses sogenannte Ausbildungsverhältnis, das als Vorbereitung für den Exekutivdienstes vorgesehen ist, kann bei mangelndem Ausbildungserfolg innerhalb einer Frist von zwei Wochen vom Dienstgeber ohne Angabe von Gründen aufgelöst werden. Erst nach positivem Abschluss der Ausbildung erfolgt eine Übernahme in das Beamtenverhältnis. Innerhalb von vier Wochen nach Beginn der Ausbildung erfolgt die Angelobung der neuen Exekutivbediensteten. Die Angelobungsformel, die in § 7 Abs. 1 des Beamten-Dienstrechtsgesetzes festgelegt ist, lautet:
„Ich gelobe, dass ich die Gesetze der Republik Österreich befolgen und alle mit meinem Amte verbundenen Pflichten treu und gewissenhaft erfüllen werde.“
Dies erfolgt bei der derzeitigen Ausbildung als Vertragsbedienstete ebenfalls, jedoch auf Grund des Vertragsbedienstetengesetzes. Nach Übernahme in das Beamtenverhältnis wird das Gelöbnis ein weiteres Mal geleistet.

#### Ausbildungsabschnitte
Die Grundausbildung besteht aus vier Abschnitten:

##### Präsenzausbildung (12 Monate)
In der Präsenzausbildung wird den Ausbildungsteilnehmern rechtstheoretisches Basiswissen sowie einsatztaktische und -technische Grundfertigkeiten vermittelt. Der erste Ausbildungsteil ermöglicht, die Erfahrungen im anschließenden Praktikum zu verarbeiten und exekutives Handeln einzuordnen. Der erste Abschnitt wird mit dem sog. „Fachgespräch“, einer kommissionellen Prüfung über die sieben Rechtsfächer abgeschlossen. Bei einer positiven Absolvierung des Rechtsgegenstandes „Verkehrsrecht“ wird der Schüler von der jeweiligen Sicherheitsbehörde ermächtigt, im nachfolgenden Praktikum Verwaltungsstrafen in Form einer Organstrafverfügung („Strafzettel“) zu verhängen.

##### Praktika (3 Monate)
Die Polizeischüler werden auf Polizeiinspektionen zugeteilt. Beamte des exekutiven Außendienstes begleiten die Polizeischüler, ermöglichen ihnen Erfahrungen im exekutiven Einschreiten und machen sie mit der Organisation und den Organisationsabläufen vertraut.

##### Präsenzausbildung (5 Monate)
Theoretische Ausbildung im Bildungszentrum – Der Hauptteil sensibilisiert die Schüler für jene Rechtsmaterien, die für das Einschreiten der Exekutive bedeutend sind. Die Polizeischüler lernen die Intention des Gesetzgebers kennen und Gesetze und Verordnungen ihrer Bedeutung nach zu erfassen. Darüber hinaus werden einsatztaktische und -technische Instrumentarien vermittelt.

##### Praktika (4 Monate)
Praktische Ausbildung auf der Polizeiinspektion – Bereits während der Ausbildung können Schüler zu Dienstversehungen, beispielsweise bei Großveranstaltungen, herangezogen werden.

#### Unterrichtsgegenstände
Folgende Unterrichtsgegenstände umfasst der Lehrplan:

##### Persönlichkeitsbildung
- Angewandte Psychologie
- Kommunikation und Konfliktmanagement
- Berufsethik
- Gesellschaftslehre
- Menschenrechte

##### Rechtsmaterien
- Dienstrecht
- Privatrecht
- Sicherheitspolizeiliche Handlungslehre
- Strafrecht – Darunter fällt unter anderem das Strafgesetzbuch, aber auch das Suchtmittelgesetz und das Verbotsgesetz
- Verfassungsrecht und Europäische Union
- Verkehrsrecht – dazu zählen z. B. die Straßenverkehrsordnung 1960, das Kraftfahrgesetz und das Führerscheingesetz
- Verwaltungsrecht

##### Handlungs- und Einsatztraining
- Handlungstraining
- Einsatztechnik
- Einsatztaktik
- Schießausbildung und Waffenkunde
- Informationstechnik
- Fahrtechnik
- Großer Sicherheits- und Ordnungsdienst
- Sport
- Erste Hilfe
- Interaktives Training

##### Kriminalistik
- Kriminologie und Kriminalistik

##### Bürokommunikation
- Bürokommunikation und EDV
- Fremdsprachen

##### Methodenunterricht
- Themenzentrierter Unterricht

#### Abschluss der Grundausbildung

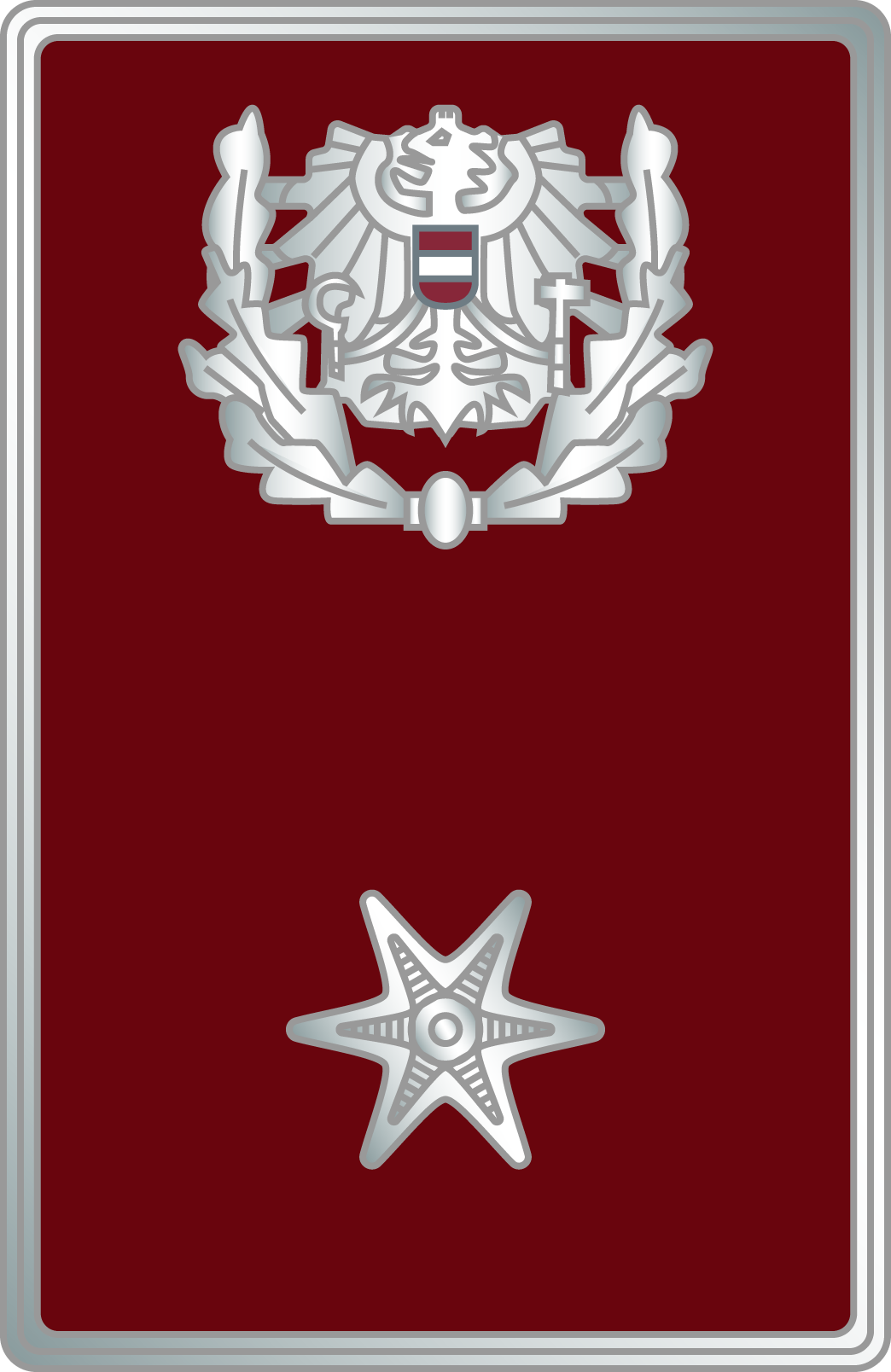
Schulterdienstgradabzeichen eines Inspektors

Zum Abschluss der Grundausbildung wird in einer kommissionellen Dienstprüfung das Wissen der Vertragsbediensteten getestet. Nach dem Bestehen dieser Prüfung wird der Polizist in ein Beamtenverhältnis übernommen und erhält den Dienstgrad „Inspektor“ (Verwendungsgruppe E2b). Die Dienstprüfung, die am Ende der Ausbildung abgelegt wird berechtigt zur Ablegung einer Berufsreifeprüfung.

### Weiterführende Ausbildung
Je nach Personalbedarf besteht die Möglichkeit zur Weiterbildung:

#### Ausbildung zum Dienstführenden Beamten, Verwendungsgruppe E2a
Es werden in diesem sechsmonatigen Grundausbildungslehrgang, der nur nach Absolvierung einer Auswahlprüfung besucht werden kann, sowohl die künftigen uniformierten als auch die im Kriminaldienst stehenden zivilen E2a-Beamten ausgebildet. Uniformierte E2a-Beamte werden nach der Ausmusterung in der Regel als Sachbearbeiter bzw. Gruppenkommandanten auf Polizeiinspektionen verwendet, wobei ihnen durch ihre Ausbildung die Karriere bis zum Leiter einer Polizeiinspektion, eines Fachbereiches in einer Landespolizeidirektion oder bis zum stellvertretenden Bezirkspolizeikommandanten eines kleineren Bezirkes offen steht. Eine spezielle Weiterbildung für den Kriminaldienst erfolgt erst nach dem Kurs an der jeweiligen Dienststelle. Nach dem Abschluss werden jene Beamte, die einer im Kriminaldienst tätigen Dienststelle zugewiesen wurden, Dienst in Zivilkleidung und zivilem Dienstwagen versehen; sie sind aber mit Dienstwaffen und Dienstbehelfen (beispielsweise Handschellen) ausgestattet.
Der Kriminaldienst ist zuständig für die Ermittlung von Strafdelikten, also gerichtlich strafbaren Tatbeständen, im Schwerkriminalitätsbereich, die sich grob in folgende Gruppen gliedern lassen:
- Delikte gegen Leib und Leben (beispielsweise Mord)
- Delikte gegen fremdes Vermögen (beispielsweise schwerer Diebstahl, Raub, schwerer Betrug, Veruntreuung)
- Delikte gegen die Sittlichkeit (beispielsweise Vergewaltigung)
- Fälschungsdelikte (beispielsweise Urkundenfälschung, Geldfälschung)

Kriminalbeamte wirken bei der gerichtlichen Strafverfolgung (siehe unten) als exekutive Organe, die von der Staatsanwaltschaft oder dem Untersuchungsrichter zur operativen Ermittlung herangezogen werden können.
Unabhängig davon, dass sich Beamte im Kriminaldienst in verschiedenen Fachgruppen ausschließlich mit Ermittlungen von Strafdelikten beschäftigen, versieht auch jeder uniformierte Exekutivbeamte im Bereich seiner Inspektion den alltäglichen Kriminaldienst. Das heißt, er erstattet ebenso Anzeigen an die Staatsanwaltschaft, vernimmt Verdächtige und vollzieht Festnahmen.
Bezüglich ihrer Dienstgrade unterschieden sich im Kriminaldienst stehende Beamte grundsätzlich nicht von uniformierten Polizisten, nach der Ausbildung hat man in der Regel den Rang eines Gruppeninspektors oder Bezirksinspektors inne. Entgegen einer teilweise auch durch TV-Serien verbreiteten Meinung gibt es keine „Kommissare“ (Kommissar = ein Dienstgrad der deutschen Polizei) in Österreich.

#### Ausbildung zum Leitenden Beamten („Offizier“), Verwendungsgruppe E1
Verwendungsmöglichkeiten: beispielsweise Stadt- bzw. Bezirkspolizeikommandant, Landespolizeidirektor.
Erfordernisse: mindestens einjährige Dienstzeit als dienstführender Beamter mit Matura bzw. B-Matura sowie das Bestehen einer zweiteiligen, äußerst selektiven und bundesweiten Auswahlprüfung (fachliche Prüfung sowie Assessmentcenter und Sporttest).
Ausbildung: dreijähriges Bachelorstudium „Polizeiliche Führung“ an der Fachhochschule Wiener Neustadt, Abschluss mit dem akademischen Grad Bachelor of Arts in Police Leadership. Das dazugehörige Masterstudium betitelt sich „Strategisches Sicherheitsmanagement“, ist berufsbegleitend organisiert und die Absolventen schließen mit dem international anerkannten Grad „Master of Arts in Security Management“ ab.

### Wissenswertes
- In den Jahren 1974 bis 1984 wurde die Ausbildung von Polizisten im Bereich der Bundespolizeidirektion Wien durch das Institut der Polizeipraktikanten geregelt. Dabei konnten männliche Jugendliche ab dem 15. Lebensjahr in eine Art „Polizeilehre“ eintreten, welche drei Jahre dauerte und in deren Zuge auch der militärische Grundwehrdienst abgeleistet wurde. Von der FPÖ wurde eine Wiedereinführung dieser Art der Polizeiausbildung gefordert.[9] Im Zuge der Koalitionsverhandlungen nach der Nationalratswahl 2017, einigten sich die Verhandlungspartner ÖVP und FPÖ darauf, einen neuen Lehrberuf „Verwaltungs- und Exekutivlehrling“ zu schaffen.[10]
- In den Jahren 1910 bis 2002 bestand die Gendarmeriezentralschule in Mödling, in welcher zentral für ganz Österreich die Ausbildung der Bediensteten der Bundesgendarmerie durchgeführt wurde.

## Ausbildung im Allgemeinen Verwaltungsdienst
Neben der Ausbildung der Exekutivbediensteten erfolgt an der SIAK auch die Ausbildung der im Bundesministerium für Inneres und der nachgeordneten Stellen tätigen Bediensteten des Allgemeinen Verwaltungsdienstes. Dazu gehören die Verwendungs-/Entlohnungsgruppen A1/v1: (Rechtskundiger Dienst (Polizeijuristen), sonstiger wissenschaftliche Verwendung), A2/v2, A3/v3 sowie A4/v4. Weiters gehört zur Ausbildung im Allgemeinen Verwaltungsdienst die der Polizeiärzte sowie der von der Post und Telekom übernommenen Bediensteten, die hier zu Exekutivassistenten ausgebildet werden.